# Josip Broz Tito
« Tito » redirige ici. Pour les autres significations, voir Tito (homonymie).
Josip Broz Tito (en alphabet cyrillique, Jосип Броз Тито [ jǒsip brôːz tîto]), né Josip Broz le 7 mai 1892 à Kumrovec (Autriche-Hongrie, actuelle Croatie) et mort le 4 mai 1980 à Ljubljana (république socialiste de Slovénie), communément appelé « Tito » ou le maréchal Tito, est un homme d'État yougoslave.
Josip Broz participa durant l'entre-deux-guerres aux activités du Parti communiste yougoslave clandestin, puis mena diverses missions en Europe pour le compte du Komintern. Il utilisa, pendant cette période, les noms de guerre de « Walter », puis de « Tito ». Revenu en Yougoslavie à la fin des années 1930, il prit la tête du Parti communiste. Durant la Seconde Guerre mondiale, il prit la tête de la résistance communiste en Yougoslavie et parvint, au bout de quatre ans de conflit sanglant, à triompher de l'ensemble de ses adversaires et à réunifier sous sa bannière la Yougoslavie qui avait été démembrée à la suite de l'invasion de 1941.
S'étant assuré le monopole du pouvoir dès 1945, il fonda après-guerre le régime communiste yougoslave, dont il resta le principal dirigeant jusqu'à sa mort en 1980, avec les titres officiels de président du Conseil exécutif (chef du gouvernement), puis de président de la République (président à vie à partir de 1974). Il était également « maréchal de Yougoslavie » (du 29 novembre 1943 à sa mort, en 1980), le grade le plus élevé de l'armée de ce pays, dont il fut le seul titulaire. En tant que chef de gouvernement puis chef d'État, Tito utilisait de manière officielle le nom de Josip Broz Tito (parfois orthographié Josip Broz-Tito), en accolant son nom de guerre à son nom de naissance.
La Yougoslavie ayant rompu avec l'URSS en 1948, Tito opta ensuite, pendant la guerre froide, pour une politique de neutralité et de bonnes relations avec l'Ouest. Il fut, à ce titre, l'un des fondateurs du mouvement des non-alignés.

## Biographie

### Débuts

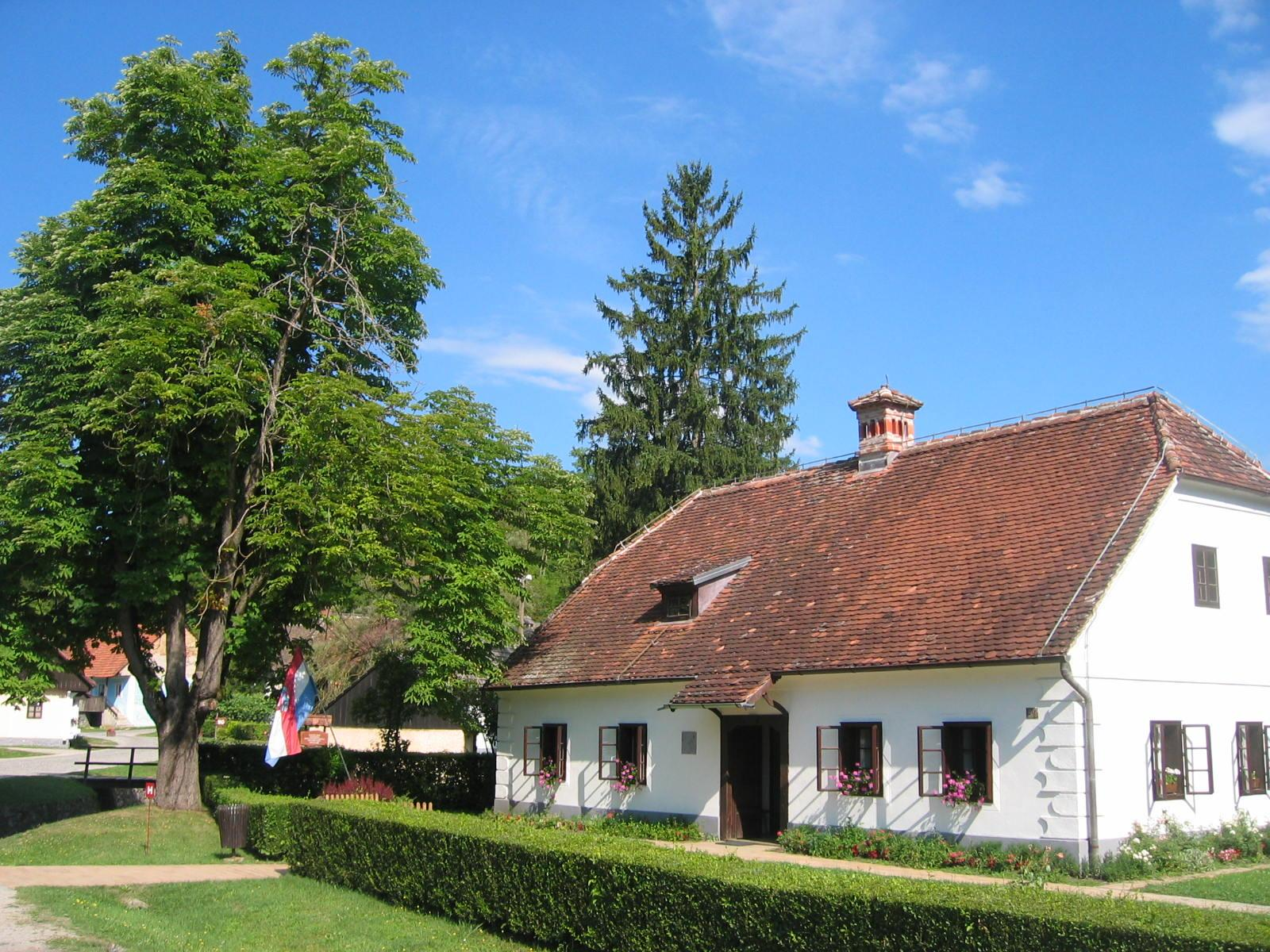
La maison natale de Tito.

Josip Broz est né le 7 mai 1892 à Kumrovec dans le Zagorje en Croatie-Slavonie, composante de la Transleithanie, dans la partie hongroise de l'Autriche-Hongrie.
Il est le 7e enfant de la famille de Franjo et Marija Broz. Son père était croate alors que sa mère, Marija Javeršek, était slovène.
Après avoir passé une partie de son enfance avec son grand-père maternel à Podsreda, il entre à l'école primaire à Kumrovec qu'il quitte en 1905. En 1907, il est embauché en tant que machiniste à Sisak. Sensibilisé au mouvement ouvrier, il célèbre la fête du Travail pour la première fois. En 1910, il rejoint le syndicat des ouvriers de la métallurgie et, en même temps, le Parti social-démocrate du royaume de Croatie-Slavonie.
Entre 1911 et 1913, il travaille de courtes périodes à Kamnik, Čenkov en Cisleithanie, Munich et Mannheim dans le Reich allemand où il est employé par le constructeur automobile Benz. Il revient ensuite dans l'Empire austro-hongrois à Wiener Neustadt, où il travaille pour Daimler en tant que pilote d'essais.
Comme tous les sujets de l'empire d'Autriche-Hongrie, Tito parlait couramment allemand — maîtrisant parfaitement la différence entre l'accent autrichien et les accents allemands. De par sa naissance, il pratique également les langues serbo-croates même s'il lui arrivait de confondre des mots. Il apprendra bientôt le russe, qu'il parlera très correctement, et plus tard, l'anglais. Son biographe officiel, Vladimir Dedijer, a déclaré en 1953 que Tito parlait « serbo-croate... russe, tchèque, slovène... allemand (avec un accent viennois)... [qu'il] comprend et lit le français et l'italien... [et] parle également le kazakh. » Lors du 38e Congrès mondial d'espéranto tenu à Zagreb en 1953, Tito révèle en outre sa connaissance de l'espéranto, qu'il avait appris pendant son séjour en prison.

### Premières actions politiques
Fin 1913, Josip Broz est mobilisé et sert dans l'armée de l'Autriche-Hongrie. En mai 1914, il remporte la médaille d'argent d'un concours d'escrime au sein de l'armée austro-hongroise à Budapest. Il est envoyé à Ruma (Voïvodine). Arrêté pour propagande anti-guerre, il est emprisonné à la forteresse de Petrovaradin près de Novi Sad.
En 1915, il est envoyé en Galicie, sur le front de l'Est, combattre contre la Russie. En Bucovine, il est gravement blessé par un éclat d'obus. En avril, le bataillon entier est fait prisonnier par les Russes.
Après avoir passé plusieurs mois à l'hôpital, Broz est envoyé dans un camp en Oural, fin 1916. En avril 1917, il est arrêté pour avoir organisé des manifestations de prisonniers de guerre. Il s'évade et rejoint les manifestations de Pétrograd (Saint-Pétersbourg) des 16 et 17 juillet 1917. Il projette de fuir en Finlande pour échapper à la police, mais il est arrêté et enfermé à la forteresse Pierre-et-Paul de Saint-Pétersbourg pendant trois semaines. Après avoir été transféré à Koungour (aujourd'hui dans le kraï de Perm), il s'échappe d'un train. En novembre, il s'engage dans l'Armée rouge à Omsk (Sibérie). En 1918, il s'inscrit au Parti communiste russe.
En 1920, il devient membre du Parti communiste de Yougoslavie, qui sera bientôt interdit.

### Agent de Staline lors des purges de 1937
Josip Broz devient agent clandestin du parti dans son pays natal (entre 1923 et 1928), activités qui lui valent d'être emprisonné pendant 5 ans (entre 1928 et 1934). Il prend le pseudonyme germanophone de Walter. En 1935, il travaille un an dans la section Balkans du Komintern et est élève à l'École internationale Lénine. Il est membre du parti communiste soviétique et du NKVD, la police secrète soviétique, ancêtre du KGB. 
En 1936, le Komintern envoie le camarade Walter en Yougoslavie pour purger le parti. Il prendra le pseudonyme de « Tito », qui signifie « honorable » en grec. En 1937, Staline fait exécuter le secrétaire général du Parti communiste de Yougoslavie, Milan Gorkić (en), à Moscou. Tito est alors nommé par Staline secrétaire général du Parti communiste de Yougoslavie, toujours hors-la-loi. Selon l'historien Jean-Jacques Marie, il fut également question à Moscou de liquider Tito, mais Staline s'y opposa et le laissa repartir d'URSS.
Pendant cette période, Tito suit la politique du Komintern et soutient Staline, critiquant les démocraties occidentales, l'Italie fasciste et l'Allemagne nazie. Au moment de la guerre d'Espagne, il participe au recrutement et à l'organisation du bataillon Dimitrov, unité balkanique des Brigades internationales.

### Seconde Guerre mondiale
Après l'invasion de la Yougoslavie par les forces armées allemandes en avril 1941, les communistes sont parmi les premiers à organiser un mouvement de résistance. Le 10 avril, le bureau politique du Parti communiste de Yougoslavie se réunit à Zagreb et décide de commencer la résistance, nommant Tito chef du comité militaire. Tito se révèle être un redoutable meneur politique et militaire.

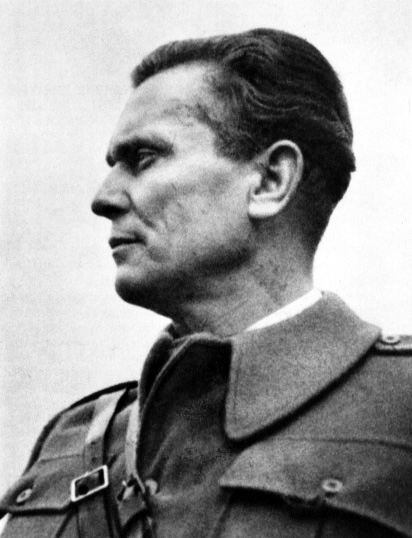
Tito en 1942.

Les premières actions antifascistes dans l'Europe occupée commencent le 22 juin près de Sisak par l'attaque d'un train de réserve allemand par un groupe de 49 hommes.
Le 4 juillet 1941, Tito, en tant que commandant suprême des Partisans, fait imprimer et diffuser publiquement un plaidoyer pour la résistance armée contre l'occupation nazie. Ses troupes, désignées sous le nom de partisans, sont les protagonistes d'une grande et vigoureuse campagne de guérilla et ils commencent à libérer des parties du territoire. Ils créent une assemblée, le Conseil antifasciste de libération nationale de Yougoslavie qui, lors de sa seconde session, le 29 novembre 1943, annonce son intention de reconstruire la Yougoslavie sur une base fédérale et proclame un gouvernement provisoire, le Comité national de libération de la Yougoslavie, dont Tito est le Premier ministre. Les adversaires sont nombreux : Allemands, Italiens, Oustachis (fascistes croates), Bulgares et Hongrois. Les Partisans entrent également en conflit ouvert avec l'autre principal mouvement de résistance, les Tchetniks (monarchistes serbes) de Draža Mihailović, en raison de leurs différends idéologiques, mais également en raison des massacres inter-ethniques de Croates et de Bosniaques musulmans. À la fin 1943, les partisans de Tito reçoivent le soutien matériel des Alliés, aux dépens des Tchetniks. La bonne conduite des Partisans, tant avec les populations civiles que lors des combats — où ils résistent victorieusement à 6 offensives de l'Axe — les rend très populaires au sein de la population civile.
Après l'avoir identifié et localisé, les Allemands lancent le 25 mai 1944 une grande opération afin de le capturer ou de l'éliminer (Opération Rösselsprung). Cette opération sera un échec, en ce qui concerne son objectif principal, mais infligera cependant de lourdes pertes humaines et matérielles à la résistance yougoslave.

### La prise du pouvoir

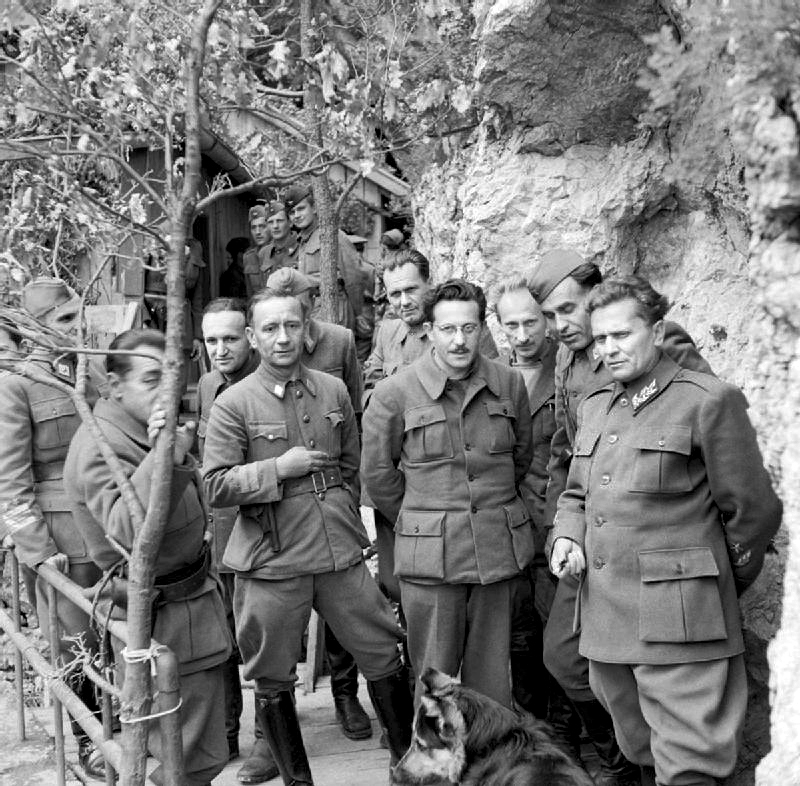
Tito (à droite sur la photo) à Drvar en mai 1944.

Après l'expulsion des Allemands de Serbie (Belgrade est libérée, avec l'aide de l'Armée rouge en octobre 1944), Tito devient d'abord le chef d'un gouvernement provisoire le 7 mars 1945, avec le représentant monarchiste Ivan Šubašić au sein d'un Front national (en) qui regroupe toutes les tendances politiques anti-fascistes : communistes, démocrates, représentants du gouvernement royal en exil. Ce gouvernement de coalition se met d'accord sur la tenue d'élections en novembre 1945 pour se prononcer sur la forme de gouvernement.

#### Les élections de novembre 1945
Le 28 septembre 1944, Tito avait signé un accord avec l'Union soviétique permettant l'« entrée temporaire de troupes soviétiques sur le territoire yougoslave ».
La présence de l'Armée rouge lui permet de s'imposer face aux monarchistes, et les élections du 11 novembre 1945 se déroulent, alors que le Parti communiste yougoslave (PCY) domine déjà tous les rouages de la vie publique et peut effectuer toutes les pressions nécessaires. Le représentant des démocrates, Milan Grol, quitte alors le Front national et son journal est interdit. Un système d'urnes truquées permet de connaître les électeurs non-membres du Front national, qui sont emprisonnés peu après. Le Front national alors composé du seul PCY, obtient 91% des voix.
La nouvelle assemblée constituante nomme Tito Premier ministre et ministre des Affaires étrangères, ce qui lui permet de diriger les politiques intérieure et extérieure du pays. Tito crée la police politique secrète, l'UDBA (Uprava državne bezbednosti/sigurnosti/varnosti, Administration pour la Sécurité de l'État) dont le rôle officiel est de traquer les collaborateurs des nazis.
Sous le prétexte de collaboration, Tito fait fusiller (17 juillet 1946) son rival, le résistant Draža Mihailović, commandant des Tchetniks, fidèle au roi et ferme opposant des fascistes comme des communistes. L'assassinat déguisé de cet opposant d'obédience monarchiste laisse alors le champ libre aux partisans communistes de Tito.
Le roi Pierre II de Yougoslavie est déposé et mis à l'écart le 29 novembre 1945 et Tito peut fonder la république fédérative populaire de Yougoslavie, qui est proclamée le même jour.

#### La mise en place du nouveau régime
En 1946, une nouvelle Constitution, copie de celle de l'URSS de 1936, consacre le fédéralisme de la Yougoslavie et le pouvoir de Tito. En effet, les deux chambres législatives réunies nomment leur président, qui deviendra le chef de l’État. Le gouvernement fédéral est investi du véritable pouvoir.
À l’instar de Staline en URSS, Tito décide de remplir les fonctions de Premier ministre fédéral et de chef du Parti communiste, puis de président de la République à partir de 1953. L’opposition est neutralisée avec sévérité et déclarée illégale.
La Constitution instaure six « républiques populaires » (devenues « républiques socialistes » en 1963) : la Bosnie-Herzégovine (avec pour capitale Sarajevo), la Croatie (Zagreb), la Macédoine (Skopje), le Monténégro (Titograd), la Serbie (Belgrade) et la Slovénie (Ljubljana).
L'idée de fédéralisme en Yougoslavie datait de la monarchie constitutionnelle, mais sans trouver d'application. En 1929, après l'assassinat d'un député croate par un collègue monténégrin, le roi Alexandre avait instauré une dictature royale. En revanche, pour Tito, le fédéralisme est un moyen d'assurer son pouvoir personnel et surtout de prévenir toute guerre fratricide, résultant du sentiment de manque d'autonomie de tel ou tel peuple yougoslave.
En effet, en 1941, les Croates et les Slovènes de l'armée royale désertent en masse, ne voulant pas mourir pour un régime qui favorise très nettement l’élément serbe de la population yougoslave.
L'objectif de Tito est résumé par sa phrase : « La Yougoslavie a six républiques, cinq nations, quatre langues, trois religions, deux alphabets et un seul parti». Tito crée donc un État, où toutes les différences sont reconnues, sauf les différences politiques. Sur le plan politique, l'idée est de construire un État unifié, et donc plus puissant et souverain : il s'agit d'éviter le morcellement de la région en une myriade de petits États qui subiraient le jeu des grandes puissances comme c'était le cas depuis la seconde moitié du XIXe siècle dans les Balkans.
Entre 1952 et la fin des années 1970, la croissance moyenne du PIB en Yougoslavie a été d'environ 6%, supérieure à celle de l'Union soviétique ou des pays d'Europe de l'Ouest.

### La rupture entre Tito et Staline
Commencée comme une lutte pour le pouvoir en Yougoslavie, la rupture entre Staline et Tito va permettre à la Yougoslavie un sensible développement économique, grâce aux crédits accordés par les États-Unis, intéressés à l'idée d'entretenir une rupture dans le bloc communiste.
L'adhésion de la Yougoslavie titiste au Kominform exige une obéissance absolue de Tito à la ligne fixée par le Kremlin. Or Tito désire rester indépendant des volontés de Staline. Il calcule qu'en jouant sur la concurrence des deux géants, soviétique et américain, il peut obtenir l'indépendance. Cette rupture intervient en plusieurs étapes.

#### Les premières initiatives
- Dès 1945, Tito entre en lutte contre les hommes de Staline, placés dans l'administration et le Parti communiste yougoslave. Il lutte contre la subordination de sa police, de son armée et de sa politique extérieure. Tito refuse aussi de voir se créer des sociétés mixtes de production par lesquelles les Soviétiques contrôleraient les branches essentielles de l'économie du pays et réduiraient son pouvoir à sa plus simple expression.
- Tito prend des initiatives qui déplaisent aux dirigeants soviétiques : soutien aux communistes grecs dans une insurrection que Staline tient pour une aventure, projet d'une fédération balkanique (qui devait grouper la Yougoslavie, l'Albanie, la Bulgarie et la Grèce, si les communistes y prenaient le pouvoir).

La rupture entre les deux hommes est inévitable, car Staline, irrité par le prestige de Tito, n'envisage pas de partager l'autorité, et il craint que son esprit d'indépendance ne devienne contagieux dans les démocraties populaires.
- En mars 1948, Staline rappelle tous ses conseillers militaires et ses spécialistes civils basés en Yougoslavie. Cependant, Staline commet une erreur politique, car il débarrasse Tito d'autant d'opposants internes. Peu après, une lettre du Comité central soviétique critiquant les décisions du PC yougoslave tente d'y semer la discorde. Mais Tito n'a plus que des fidèles autour de lui et les fidèles à Moscou sont exclus du Comité central, puis arrêtés.

Le Kremlin tente alors un dernier recours en portant l'affaire devant le Kominform. Mais Tito refuse, se sentant « inégal en droits » et « déjugé par les autres partis frères ». Le Kominform considère cet acte comme une trahison.
- Le 28 juin 1948, le Kominform publie une résolution condamnant l'attitude yougoslave. En excluant la Yougoslavie du Kominform, Staline espère ainsi provoquer un recul des Yougoslaves. C'est un échec : le PC yougoslave, épuré des kominformistes, élit un nouveau Comité central totalement dévoué à Tito.

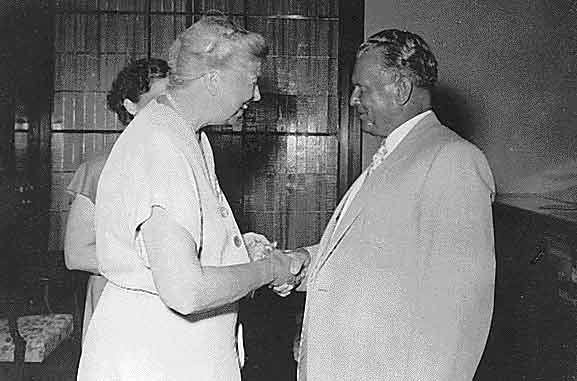
Eleanor Roosevelt et Tito en 1956.

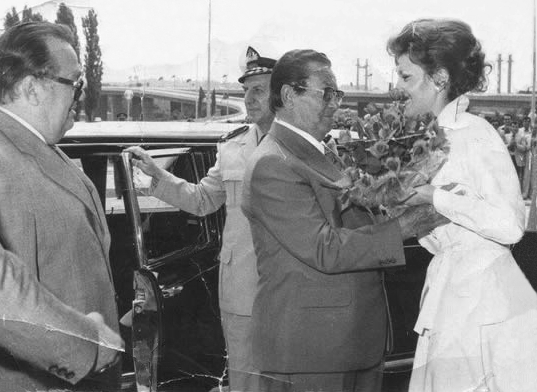
Tito dans les années 1970.

- Très intéressés par ces tensions au sein du bloc communiste, les États-Unis apportent un soutien discret à Tito lors de cette crise, lui demandant, en échange, de retirer ses partisans communistes de Grèce, et de cesser d'aider les communistes grecs. En contrepartie, les États-Unis font savoir à Staline qu'il ne doit pas toucher à la Yougoslavie. À noter qu'au moment de cette crise balkanique, l'URSS ne possède pas encore la bombe atomique, qui aurait été une menace de poids.
- Staline tente alors la pression économique. Il réduit de 90 % les exportations de l'URSS vers la Yougoslavie et oblige les démocraties populaires à faire de même. Ce blocus économique incite Tito à augmenter ses échanges avec le bloc occidental. Il reçoit des crédits américains via le plan Marshall mais reste néanmoins toujours fidèle au socialisme.
- En 1949, Tito crée le camp de Goli Otok où il enferme les communistes staliniens bientôt rejoints par les autres opposants[17].

#### La dictature
La dictature se caractérise par l'absence de pluralisme politique et d'alternance au pouvoir : comme seul le Parti communiste est autorisé et que Tito en est le chef, il gouverne sans interruption de 1945 à sa mort en 1980, à 87 ans. Dix ans après sa mort, la Yougoslavie voit renaître de manière sanglante des tensions inter-ethniques entre ses peuples, dans un pays créé par les traités de l'après-Première Guerre mondiale.
Les opposants au régime sont des monarchistes, des indépendantistes des différentes nationalités qui composent la Yougoslavie, des communistes staliniens, les fascistes, parmi lesquels notamment l'influente diaspora oustachi qui intriguera sans relâche pour détruire la fédération. Les camps de Goli Otok et de Sveti Grgur sont les lieux de détention du régime pour les opposants. Plusieurs épisodes de répression dans l'histoire yougoslave sont à retenir :
- Stepinac : en 1946, Tito fait condamner l'archevêque de Zagreb Mgr Stepinac à 16 ans de prison pour collaboration en raison de son opposition à la création d'une Église catholique en Yougoslavie, séparée de Rome[19].
- Des opposants communistes comme Panko Brashnarov et Pavel Shatev (en) sont arrêtés en 1950. Accusés de collusion avec la Bulgarie et de déviation sécessionniste, ils demandaient davantage de droits pour les Macédoniens. Shatev meurt à Goli Otok.
- Des militants pour plus de droits ethniques comme Metodija Andonov-Čento qui demandait des droits pour la minorité macédonienne et qui est condamné en 1950 à cinq ans de prison pour y être « rééduqué » ; Valentin Logar (en), linguiste slovène, professeur d'université (auteur de Dialectes slovènes, Slovenska narečja et Karta slovenskih narečij, Cartes de dialectes slovènes) est arrêté et envoyé à Goli Otok puis dans les mines en Bosnie.
- Le Printemps croate : en 1967, paraît un manifeste qui demande la reconnaissance de la langue croate. En 1971, sous la direction de Dražen Budiša (en), les Croates demandent plus de liberté et la reconnaissance de leur culture. La dure répression est marquée par 2 000 arrestations car Tito déclare qu'il s'agit d'une tentative d'inspiration oustachi.
- Josip Broz Tito et la Ligue des communistes de Yougoslavie ont également apporté une contribution significative à l'albanisation des Serbes au Kosovo, lorsqu'ils ont appelé 300 000[20] Albanais d'Albanie à s'installer au Kosovo entre 1948 et 1988 et ont temporairement interdit[21] aux Serbes expulsés pendant la Seconde Guerre mondiale de revenir à leur domicile dans cette région[20].

Cependant le gouvernement est obligé de réagir au cours des événements et le 16 mai 1974, une nouvelle constitution renforce le fédéralisme en cédant davantage de droits aux peuples constituant la Yougoslavie mais elle nomme Tito, alors âgé de 82 ans, président à vie, officialisant une situation de fait datant de 1946.

#### La collectivisation des terres
En 1945, une première loi prise dans le cadre de la politique de reconstruction oblige les paysans à livrer une partie de leurs récoltes à l’État. Jusqu'à 20 % des récoltes pour les paysans ayant 2 à 3 hectares, de 15 à 55 % pour ceux ayant de 3 à 10 hectares et jusqu'à 85 % pour ceux ayant jusqu'à 10 hectares. Les quantités à livrer sont fixées à l'avance et ne correspondent pas forcément à ce que peuvent livrer les paysans tout en continuant de pouvoir vivre. Ces mesures entraînent une baisse de la productivité agricole ; le gouvernement parle de sabotage et après une politique d'intimidation et de violences, 30 000 paysans sont arrêtés par la police politique en 1948, entame la collectivisation des terres par l'établissement de coopératives agricoles de type soviétique : les coopératives paysannes du travail (SRZ) dont l'adhésion est officiellement volontaire mais obligatoire dans les faits pour survivre car ces coopératives possèdent les outils. La réforme ne résout pas la crise agricole mais l'aggrave.
En 1952, la vente obligatoire à l'État est suspendue, l'année suivante les coopératives paysannes du travail (SRZ) sont supprimées sous couvert de réorganisation du système. Une loi met fin à la collectivisation forcée mais limite la propriété paysanne.

#### Le culte de la personnalité
Auto-proclamé maréchal de Yougoslavie, Tito s'accroche au pouvoir jusqu'à sa mort. Les journaux yougoslaves publient couramment des photographies le montrant dans toutes ses activités publiques, comme l'accueil de personnalités du monde entier (telles Elizabeth Taylor, Nehru, Neil Armstrong, Kirk Douglas, etc.), les municipalités doivent inaugurer des statues à son effigie, plusieurs localités sont baptisées de son nom. Tito fait coïncider le jour de son anniversaire avec celui de la fête nationale et en 1974, la nouvelle constitution déclare dans son article 333 que c'est « en raison de son rôle historique dans la libération nationale » que Tito est nommé président à vie. Sans limitation de durée, il cumule les mandats.
En 1978, Tito déclare que sa succession se fera sous la forme d'une présidence collective au sein du Parti, ce qui le fait apparaître comme irremplaçable.

#### Le fédéralisme
Tito a toujours lutté contre les autonomies locales et ce qu'il nomme « les tentatives sécessionnistes » mais il sait que la Yougoslavie est un État multi-ethnique, une création juridique des traités de l'après Première Guerre mondiale plutôt que le résultat d'aspirations populaires. Plutôt que de la contrer, il va chercher à se servir de cette situation pour renforcer son pouvoir :
- Pour faire face aux tendances autonomistes des Slovènes et des Croates, il s'appuie d'abord sur les Serbes qui sont les plus unionistes des Yougoslaves, mais tout en les contrôlant par la création ex nihilo des républiques de Macédoine et du Monténégro (Macédoniens et Monténégrins n’étaient pas reconnus officiellement comme ethnies auparavant) qu'il détache, de son propre chef, de la Serbie[27].
- En proclamant un État fédéral en 1946, Tito ne fait donc pas que prendre en compte les réalités politiques puisqu'il en crée de nouvelles entités territoriales et en 1963, il va plus loin en promulguant une nouvelle constitution qui crée de toutes pièces une nouvelle « nation musulmane » (auparavant, les Yougoslaves musulmans étaient considérés selon leur ethnie) dont la caractéristique est qu'elle n'a d'assise ni ethnique ni linguistique et qu'elle est géographiquement mélangée aux autres.
- De plus, les frontières de ces républiques au sein de la Yougoslavie sont définies de manière arbitraire[28] ce qui a pour effet de mélanger les ethnies au sein des républiques fédérées.
- La constitution de 1946 avait créé au sein de la Serbie une « province socialiste autonome du Kosovo » qui à partir de 1974, est directement représentée dans les instances fédérales et « une province socialiste autonome de Voïvodine » également représentée directement au plan fédéral à partir de 1974, dans le but d'affaiblir la Serbie[29].

La Constitution de 1963 instaure également :
- le poste de vice-président fédéral ; cependant ce poste est instauré au profit d'un partisan de la centralisation de la Yougoslavie[30], Aleksandar Ranković qui est un proche de Tito[31], et qui, étant également chef des services secrets, cumule deux pouvoirs. Il devient ainsi le no 2 du régime et semble à tous l’héritier d'un Tito vieillissant. Mais au cours de l’été de 1966, les non-Serbes de la direction de la Ligue des communistes le privent de sa charge de chef des services secrets et de sa fonction de vice-président[14]. Dès 1967, le poste de vice-président fédéral est supprimé.
- le principe de rotation de tous les dirigeants dans les républiques fédérées (pas plus de deux mandats consécutifs) et à l'échelon fédéral mais sans concerner le chef de l'exécutif fédéral, Tito, dont le pouvoir sort donc renforcé.

Le fédéralisme, en créant une multitude de nationalités au sein des républiques fédérées, fait ressortir l'unicité du Parti communiste dont Tito est le chef et constitue plus un outil de pouvoir pour Tito qu'une reconnaissance des droits locaux (comme le montre en 1967 la répression du Printemps croate par exemple).

#### La politique de non-alignement

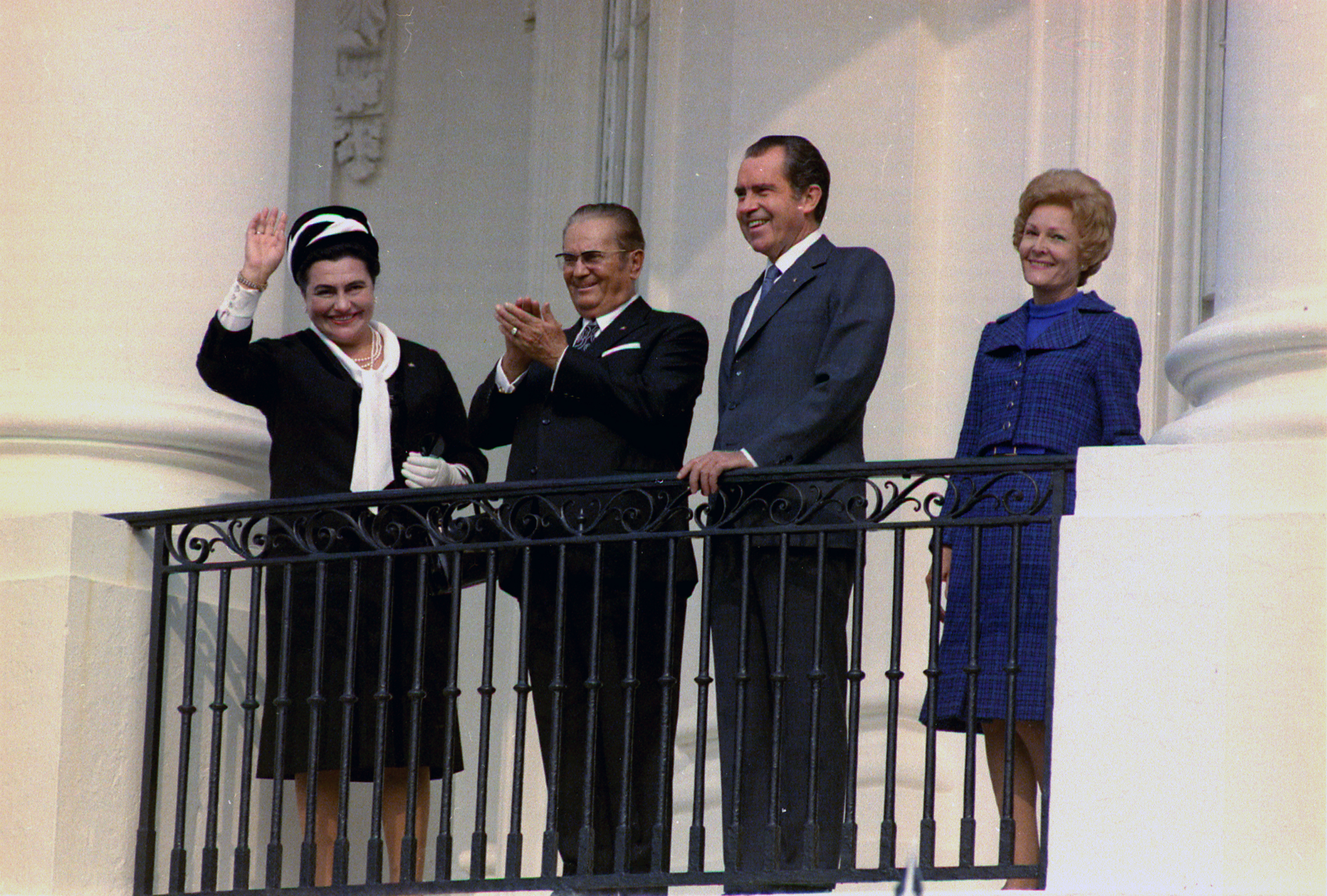
Jovanka Broz, Tito, Richard et Pat Nixon à la Maison-Blanche, en 1971.

Sa politique de rupture avec l'URSS suscite l'intérêt des pays occidentaux qui y voient un moyen d'affaiblir le monde communiste.
Tito remet en cause la direction unique du monde socialiste par l'URSS et ouvre la voie à l'idée d'un socialisme national. Avec la déstalinisation lancée en URSS sous l'impulsion de Nikita Khrouchtchev et la volonté de ce dernier de repenser les relations nationales, s'opère la normalisation des rapports soviéto-yougoslaves.
À la suite de la conférence de Bandung en 1955, Tito se rapproche de Nehru (il est le premier chef d’État européen à se rendre en Inde après son indépendance) et de Nasser, qu'il rencontre à nouveau à la conférence de Brioni en 1956. Il devient ainsi l'un des principaux représentants du mouvement des non-alignés, créé en 1961 lors de la conférence de Belgrade. Cette politique de non-alignement montre bien la volonté de la Yougoslavie de renvoyer dos à dos le modèle américain et soviétique. En effet, pour Tito, les non-alignés sont le regroupement des pays qui n'avaient rien à gagner dans le conflit entre les États-Unis et l'URSS. Il se rend une première fois aux États-Unis en octobre 1963 pour y rencontrer à la Maison-Blanche le président John F. Kennedy. Une autre fois en octobre 1971, il y rencontrera le président Richard Nixon. Entre 1955 et 1980, la diplomatie yougoslave est très active surtout parmi les nouveaux pays afin de rallier le plus grand nombre de dirigeants à sa cause. Ainsi, le premier sommet des non-alignés est organisé à Belgrade, sommet durant lequel participe le gouvernement provisoire algérien et que la Yougoslavie ainsi que le Ghana et le Cambodge reconnaissent de jure. Ce sommet consolide la notoriété déjà très forte du maréchal Tito : ayant été un des plus farouches résistants à Hitler dans l'Europe occupée par les nazis, étant l'homme qui a osé dire non à Staline, Tito se positionne après 1950, comme l'homme voulant combattre le colonialisme, et promouvoir l'égalité entre les pays. À partir de 1970, sous l'impulsion de la diplomatie yougoslave, les sommets des pays non-alignés vont s'institutionnaliser : Lusaka 1970, Alger 1973, Colombo 1976, La Havane 1979 pour ceux du vivant de Tito. La Yougoslavie prête alors son savoir-faire ainsi que les équipements nécessaires au bon déroulement des conférences. Mais bien plus que cela, le pays se pose en champion du défenseur de l’égalité entre les peuples et de l'égalité politique entre les pays. La Yougoslavie n'a pas entretenu de relations diplomatiques avec des pays comme le Portugal jusqu'en 1974, l'Espagne jusqu'en 1975 ou l'Afrique du Sud à cause de son régime d'apartheid. En 1967, lors de la guerre des Six Jours, guerre préventive qu’Israël mena contre plusieurs adversaires en même temps, Tito rompt les relations diplomatiques avec Tel Aviv, en raison de ses amitiés dans le monde arabe. Il rejoint ici la politique des pays du pacte de Varsovie — Roumanie excepté.

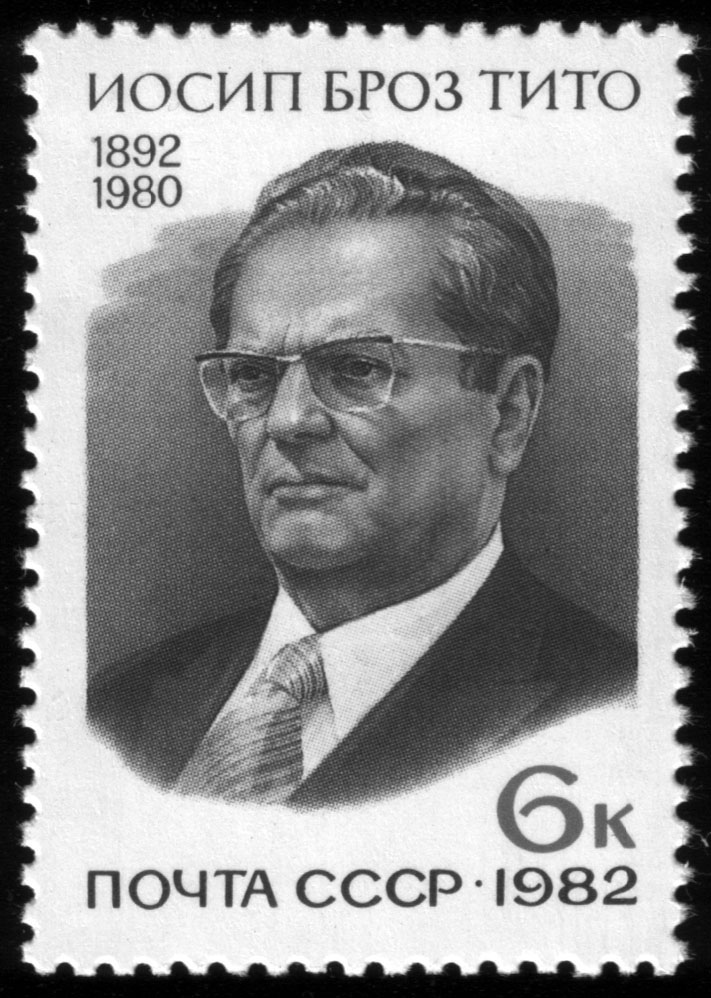
Timbre-poste émis en son hommage par l'Union soviétique en 1982, deux ans après sa mort.

Le 1er janvier 1967, la Yougoslavie est le premier pays communiste à ouvrir ses frontières à tous les visiteurs étrangers. Les citoyens yougoslaves en plus de cela ont un droit intégral à voyager à travers le pays et le monde, sans quelques entraves que ce soit. Tito critique durement l'invasion de la Tchécoslovaquie par les troupes du pacte de Varsovie en 1968, ce qui améliore son image dans les pays occidentaux. Toutefois, la politique d'entente avec l'URSS initiée par Khrouchtchev en 1955 n'est pas remise en cause et Léonid Brejnev se rendra aux obsèques du maréchal en mai 1980.
La Yougoslavie apporte une aide majeure aux mouvements anticolonialistes dans le tiers-monde. La délégation yougoslave est la première à porter les revendications du Front de libération nationale algérien aux Nations unies. En janvier 1958, la marine française arraisonne le cargo Slovenija au large d'Oran dont les cales sont remplies d'armes pour les insurgés. Le diplomate Danilo Milic explique à ce sujet que « Tito et le noyau dirigeant de la Ligue des communistes de Yougoslavie voyaient véritablement dans les luttes de libération du tiers-monde une réplique de leur propre combat contre les occupants fascistes. Ils vibraient au rythme des avancées ou des reculs du FLN ou du Vietcong. »
Des milliers de coopérants yougoslaves se rendent en Guinée après sa décolonisation et alors que le gouvernement français tentait de déstabiliser ce pays. Tito apporte également son aide aux mouvements de libérations des colonies portugaises. Il voit dans l'assassinat de Patrice Lumumba, en 1961, le « plus grand crime de l'histoire contemporaine ». Les écoles militaires du pays accueillent des militants du Swapo (Namibie) et du Congrès panafricain d'Azanie (Afrique du Sud). En revanche, ses relations sont moins amicales avec l'ANC, plus proche de l'Union soviétique. En 1980, les services secrets de l'Afrique du Sud et de l'Argentine prévoient de faire débarquer 1 500 guérilleros anticommunistes en Yougoslavie. L'opération vise à aboutir au renversement de Tito et est prévue pendant la période des Jeux olympiques afin que les Soviétiques soient trop occupés pour réagir. L’opération est finalement abandonnée en raison de la mort de Tito et alors que les forcées armées yougoslaves ont relevé leur niveau d'alerte.

### Fin de vie et hommages
En janvier 1980, à l'âge de 87 ans, Tito doit se faire hospitaliser au centre médical de Ljubljana pour une thrombose à la jambe gauche ayant provoqué une gangrène. L'amputation ne suffit pas ; il meurt le 4 mai. Les multiples soins pour maintenir le maréchal en vie sont dus à la crainte de la guerre d'Afghanistan et d'une potentielle intervention soviétique. Plusieurs publications parlent d'acharnement thérapeutique,.
Tito est honoré par des funérailles nationales, auxquelles assistent de nombreuses têtes couronnées et responsables politiques, dont Indira Gandhi, Margaret Thatcher, Willy Brandt ou Léonid Brejnev, avec au total 209 délégations de 127 pays, ce qui constitue un cas unique dans l'histoire[réf. nécessaire]. Toutefois, le président des États-Unis, Jimmy Carter, refuse de s'y rendre, dans le seul but de ne pas rencontrer son homologue soviétique à qui il ne pardonnait pas l'intervention en Afghanistan de décembre 1979[réf. nécessaire]. Le paradoxe veut que Jimmy Carter s'affirmait convaincu qu'à la mort de Tito l'URSS envahirait la Yougoslavie et s'est ainsi quelques mois plus tôt porté garant de son indépendance. Belgrade lui répliqua alors que les Yougoslaves pouvaient se défendre tout seuls. Les absences du président français, Valéry Giscard d'Estaing (il honora les cérémonies du 8 mai et le sommet France-Afrique), et du président cubain, Fidel Castro, sont également remarquées.
Le maréchal Tito repose aujourd'hui dans un mausolée (« Kuća cveća » ou la « Maison des fleurs ») situé dans les faubourgs sud de Belgrade, à côté du musée du 25 mai, où sont exposés les cadeaux qu'il a reçus. C'est encore aujourd'hui le lieu de Serbie le plus visité par les touristes du monde entier.

### Vie privée
Josip Broz Tito épouse Jovanka Budisavljević en 1952, qui est de fait la Première dame de Yougoslavie jusqu'en 1980.
Son petit-fils, Josip Joška Broz, était le chef du Parti communiste serbe, de 2010 à 2022.

### Œuvres artistiques
Vladimir Nazor et Oskar Danon (en) réalisent une chanson réputée sur Tito, nommée « Uz Maršala Tita ».

## Postérité

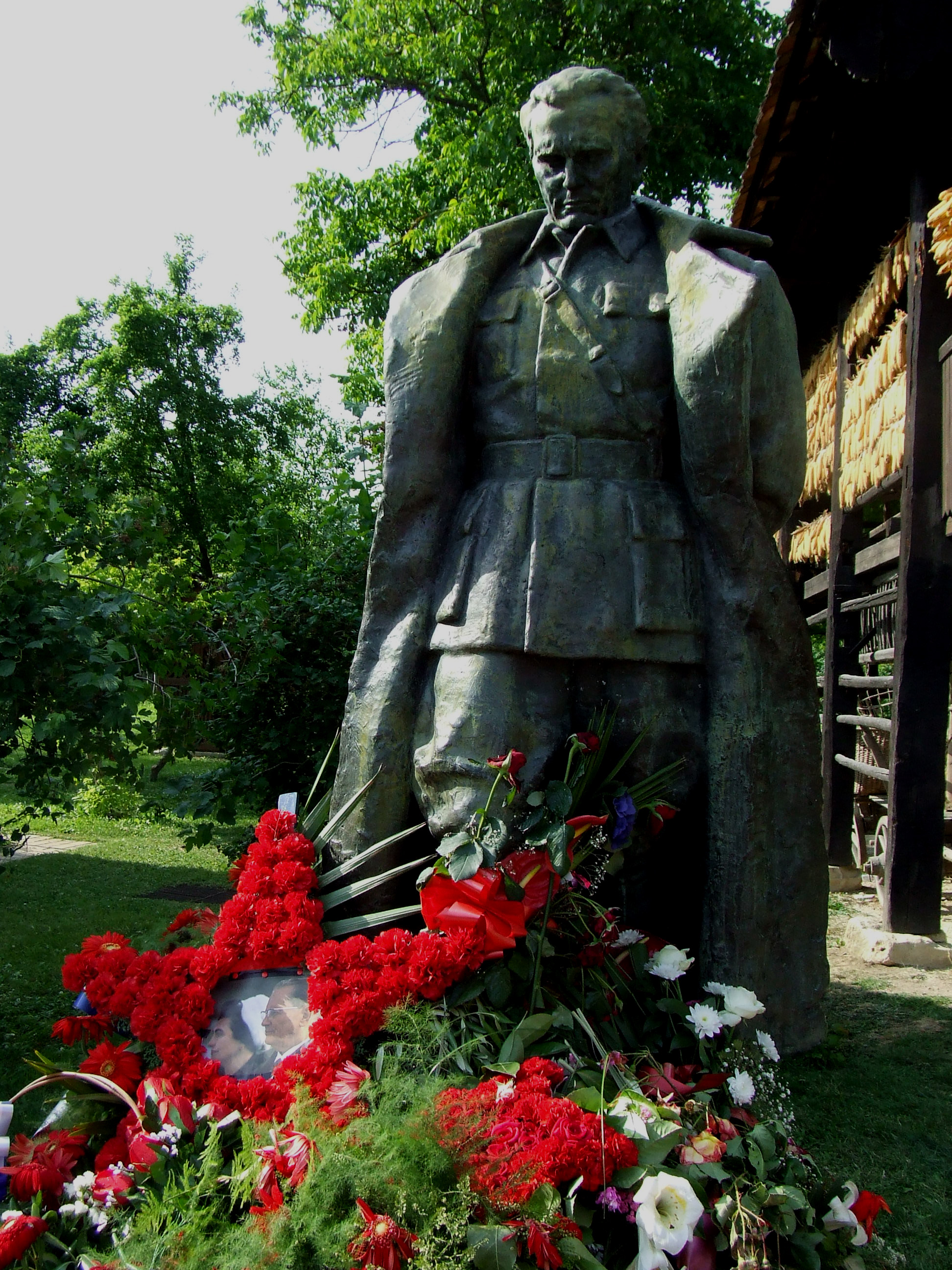
Statue de Tito à Kumrovec.

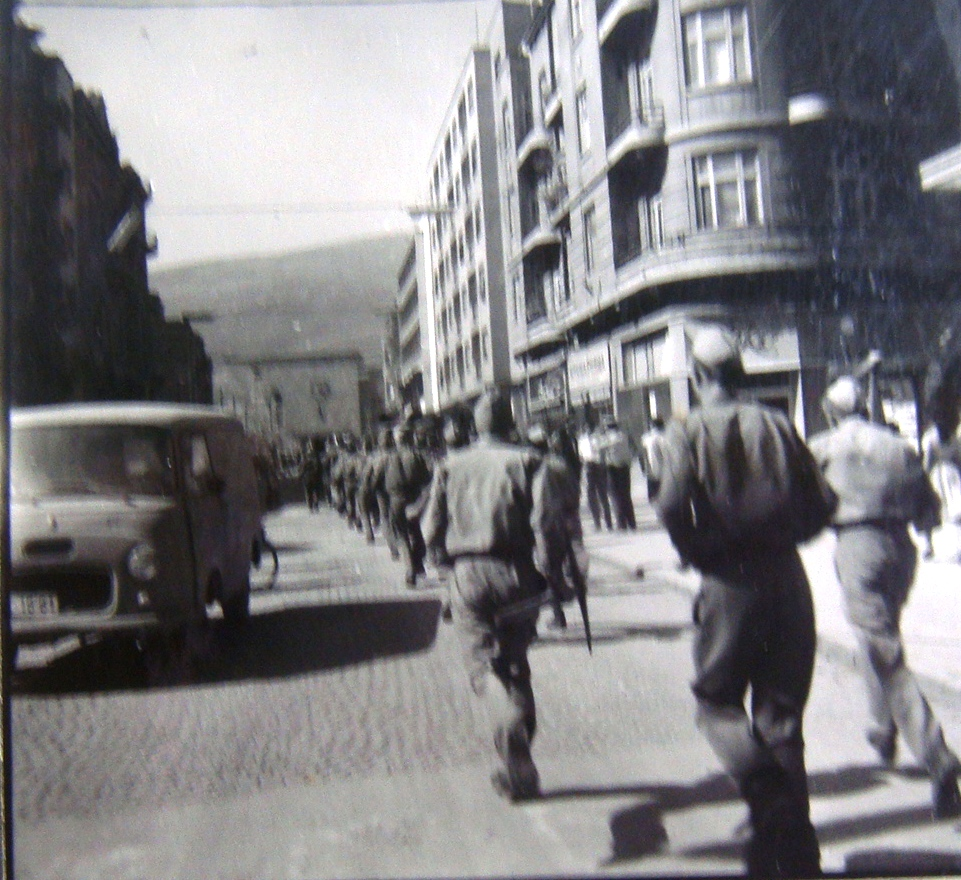
Rue du Maréchal Tito à Skopje en Macédoine en 1963.

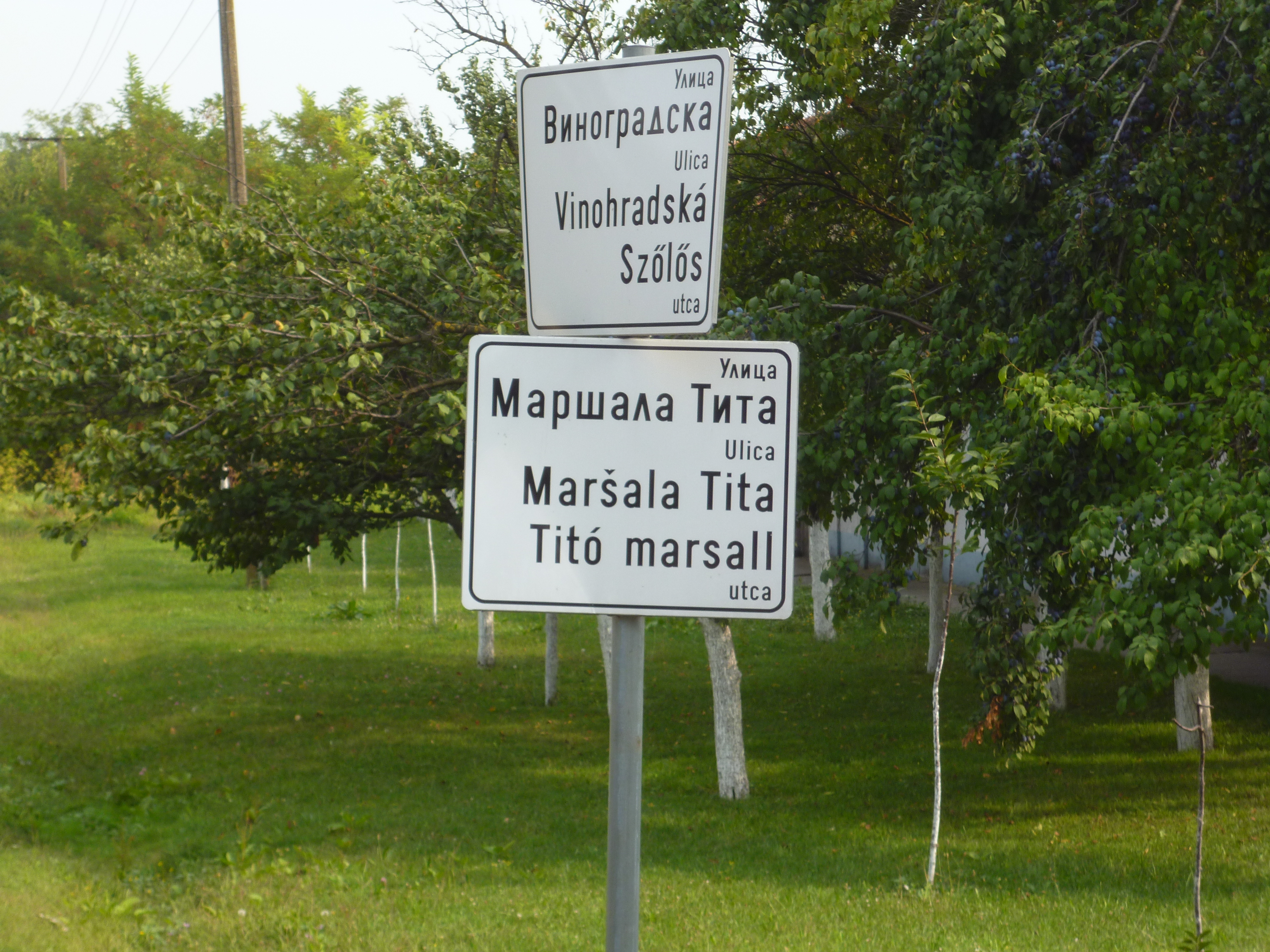
Rue nommée en l'honneur de Tito à Belo Blato en Serbie (inscription trilingue : en serbe, en slovaque et en hongrois).

La postérité laissée par Tito est assez importante. La Yougoslavie exerçait pleinement sa souveraineté (un exemple : les navires et avions militaires aussi bien du pacte de Varsovie que de l'OTAN devaient demander une autorisation spéciale pour pénétrer en mer Adriatique) ; et jouissait d'un grand prestige, notamment au sein des pays du tiers monde où la politique des non-alignés faisait apparaître pour la première fois un traitement diplomatique et économique d'égal à égal avec les pays tiers-mondistes. Tito, en tant que symbole de la lutte contre le nazisme et le fascisme, disposait d'un grand prestige personnel.
À la mort de Tito, conformément à la constitution de 1963, la Yougoslavie est dirigée par une présidence tournante annuelle alors qu'auparavant la cohésion yougoslave passait par le Parti communiste et donc Tito : la continuité du pouvoir central en est donc affaiblie ; de plus, cette présidence tournante s'opérant entre les présidents des républiques fédérées yougoslaves, elle est donc sujette[pas clair] pour ne pas dire tiraillée, par les intérêts locaux. La lutte des élites politiques ethniques pour l’héritage politique de Tito avait commencé dès les années 1960, lorsqu'avait commencé à se poser la question de la succession de Tito et s'était dès lors caractérisé par de « perpétuels affrontements entre élites ethniques, qui se fondent sur des unités fédératives en lutte pour le pouvoir. La soif de pouvoir des élites communistes ethniques ayant tendance à s’approfondir, elles ne cessent de réclamer la décentralisation » (Dragoljub Popović (en), juge à la Cour européenne des droits de l'homme pour la Serbie). Bien que la dictature communiste ait semblé capable de résoudre les tensions ethniques, elle n’a jamais pu leur apporter une solution légitime et durable.
La décennie 1980 a été marquée par une nouvelle montée des nationalismes, qui ont fini, dans le contexte de l'écroulement du communisme européen, par provoquer l'éclatement de la Yougoslavie en tant qu'État. Au moment des guerres civiles des années 1990, l'héritage politique de Tito a été remis en cause par les indépendantistes, notamment par les nationalistes serbes qui lui ont reproché d'avoir divisé le peuple serbe par des frontières artificielles. Bien que Tito soit toujours associé à la Yougoslavie, une statue en bronze à son effigie est inaugurée à Podgorica, capitale du Monténégro, en décembre 2018 pour « commémore[r] l'"antifascisme" ».
Un sentiment de « yougonostalgie » s'est développé rapidement après la chute du pays. Au XXIe siècle, la plupart des personnes ayant vécu dans le pays sont nostalgiques de la stabilité sociale, de la possibilité de voyager librement, du niveau d'éducation et du système de protection sociale qui existaient en Yougoslavie.

## Distinctions
Josip Broz Tito reçoit en 1965 l'étoile de l'amitié des peuples, décoration parmi les plus importantes de la République démocratique allemande. Plus étonnamment, lors de sa visite officielle au Japon en 1968, il est l'un des rares privilégiés à recevoir un discours de bienvenue de la part de l'empereur Hirohito.
- Commandeur de l'ordre du Lion néerlandais
- Grand-croix de l'ordre du Mono (1976)[44]

L'astéroïde (1550) Tito est nommé en son honneur.

## Origine du nom Tito
Josip Broz adopta le nom de Tito en 1934 alors qu'il était membre du bureau politique du parti, alors à Vienne en Autriche.
Une explication populaire mais non avérée dit que le nom vient de la concaténation de deux mots croates ou bosniens ti (c'est-à-dire toi) et to (c'est-à-dire ça). Il aurait utilisé ces mots pour donner des ordres en pointant une personne puis une tâche à accomplir. Tito est aussi un ancien nom croate correspondant à Titus. Le biographe de Tito, Vladimir Dedijer (en), affirmait que son nom viendrait de l'auteur croate Tituš Brezovački (en).

## Dans la culture populaire
Dans le tome 3 de la bande-dessinée Jour J (Septembre rouge), Josip Broz Tito est un déserteur de l'armée austro-hongroise, incorporé dans la Légion étrangère française aux ordres de Georges Clemenceau. Dans ce tome, il fait partie du commando chargé de libérer Jules Bonnot, célèbre anarchiste, présumé mort et incarcéré au château d'If.